# Người Cherokee
Người Cherokee (/ˈtʃɛrəkiː/; tiếng Cherokee: Ani-Yunwiya, ᎠᏂᏴᏫᏯ hay ᏣᎳᎩ) là một dân tộc bản địa châu Mỹ, ban đầu sinh sống tại những bang miền Đông Nam (chủ yếu là Georgia, Tennessee, Bắc Carolina, và Nam Carolina). Hiện có ba bộ tộc Cherokee được chính phủ liên bang công nhận: Eastern Band of Cherokee Indians ở Bắc Carolina, Xứ Cherokee tại Oklahoma, và United Keetoowah Band of Cherokee Indians, cũng tại Oklahoma. Tiếng Cherokee là một phần của hệ ngôn ngữ Iroquois.
Vào thế kỷ 19, những sử gia và nhà dân tộc học đã ghi nhận về truyền thuyết truyền miệng rằng người Cherokee đã di cư xuống phía nam vào thời cổ từ khu vực Ngũ Đại hồ, nơi những dân tộc nói ngôn ngữ Iroquois khác sinh sống.
Những người định cư châu Âu xem người Cherokee là một trong "Năm bộ lạc văn minh", vì họ đã tiếp nhận nhiều đặc điểm văn hóa và kỹ thuật của người châu Âu. Người Cherokee là một trong những nhóm người phi châu Âu đầu tiên trở thành công dân Hoa Kỳ.
Xứ Cherokee, với chừng 300.000 thành viên, có dân số lớn nhất trong số 566 bộ tộc được chính phủ liên bang công nhận tại Hoa Kỳ. Thêm vào đó, có hơn 819.000 người khai nhận rằng có tổ tiên Cherokee.